# 大島保克
大島 保克（おおしま やすかつ 1969年 - ）は、沖縄県石垣市（石垣島）白保出身の歌手。同じく石垣島出身のBEGINとは高校の同級生である。
1993年にデビュー。三線を奏でながら伝統的な沖縄音楽を唄い、21世紀の現代に継承する歌い手である。八重山諸島を中心とした沖縄一帯に伝わる島唄、またそれらをベースに作曲した自作曲をレコーディングし、2012年現在まで5枚のソロアルバムをリリースしている。

## ディスコグラフィー
1. 北風南風（にしかじはいかじ） （1993年）
収録曲「イラヨイ月夜浜」は大島の代表曲。泡盛のCMで使用されるとともに、多くの歌手にカバーされている。
2. 東ぬ渡（あーりぬとぅ） （1999年6月23日 ビクターエンタテインメント）
3. 我が島ぬうた（ばがいすぃまぬうた） （2000年11月22日 ビクターエンタテインメント）
4. 島時間 〜Island Time〜 （2002年4月24日 ビクターエンタテインメント）
収録曲「流星」は、戦後沖縄音楽界の巨星・嘉手苅林昌に捧げられたものである。
5. 島めぐり 〜Island Journey〜 （2005年4月21日 ビクターエンタテインメント）
アルタン（アイリッシュ・トラッド・バンド）、UA、金城綾乃（Kiroro）、坂田明らが参加。